# Краснореченское муниципальное образование
Краснореченское муниципальное образование — сельское поселение в Пугачёвском районе Саратовской области Российской Федерации.
Административный центр — село Красная Речка.

## История
Статус и границы сельского поселения установлены Законом Саратовской области от 27 декабря 2004 года № 89-ЗСО «О муниципальных образованиях, входящих в состав Пугачёвского муниципального района».

## Население
| 2010  | 2011  | 2012  | 2013  | 2014  | 2015  | 2016  |
| ----- | ----- | ----- | ----- | ----- | ----- | ----- |
| 2080  | ↘2071 | ↘2036 | ↘2010 | ↘1967 | ↘1931 | ↗1942 |
| 2017  | 2018  | 2019  | 2020  | 2021  |       |       |
| ↘1921 | ↘1879 | ↘1811 | ↘1787 | ↘1494 |       |       |

## Состав сельского поселения
| № | Населённый пункт | Тип населённого пункта       | Население |
| - | ---------------- | ---------------------------- | --------- |
| 1 | Бажановский      | посёлок                      | ↘178      |
| 2 | Бобринка         | село                         | 44        |
| 3 | Владимировка     | село                         | 14        |
| 4 | Красная Речка    | село, административный центр | ↘574      |
| 5 | Солянский        | посёлок                      | ↘608      |
| 6 | Тургеневский     | посёлок                      | ↘662      |